# Twenty Four Seven (Tina Turner)
Twenty Four Seven is een muziekalbum van Tina Turner, dat in 1999 uitkwam op het Parlophone-label in Europa, en op het Virgin-label in de Verenigde Staten. Er werden 2 miljoen exemplaren van verkocht, en het is daarmee een relatief weinig verkopend album voor Tina Turner. In het Verenigd Koninkrijk bereikte het de 9e positie in de albumlijst. In de Verenigde Staten werden in de eerste week dat het album uit was, 60.000 exemplaren verkocht, maar het bleef steken op de 21e plaats in de Billboard 200. Het album behaalde alleen in Zwitserland de eerste plaats van de Schweizer Hitparade. De bijbehorende tour was echter de meest winstgevende tour van 2000. Ze kwam daarbij ook naar Europa. Op 15 en 16 juli 2000 zong ze in het Wembley Stadium. Turner trad ook op in Nederland, en wel op 18 juli in het stadspark van Groningen.
Drie nummers van het album werden als single uitgebracht, "When the heartache is over", "Whatever you need" en "Don't leave me this way". "When the heartache is over" was de grootste hit en behaalde de eerste plaats in de Finse hitlijst. 
In de landen Noorwegen, Zweden, Zwitserland en het Verenigd Koninkrijk behaalde het album de platina status. In Oostenrijk, België, Canada, Frankrijk, Duitsland en de Verenigde Staten werd het goud.

## Nummers op het album
| Nr. | Titel                        | Schrijver(s)                              | Duur |
| --- | ---------------------------- | ----------------------------------------- | ---- |
| 1.  | Whatever you need            | Harriet Roberts, Russell Courtenay        | 4:49 |
| 2.  | All the woman                | Paul Wilson, Andy Watkins, Tracy Ackerman | 4:03 |
| 3.  | When the heartache is over   | Graham Stack, John Reid                   | 3:44 |
| 4.  | Absolutely nothing's changed | Terry Britten, John O'Kane                | 3:43 |
| 5.  | Talk to my heart             | Johnny Douglas, Graham Lyle               | 5:08 |
| 6.  | Don't leave me this way      | Paul Barry, Mark Taylor, Brian Rawling    | 4:19 |
| 7.  | Go ahead                     | James House, Anthony Little               | 4:20 |
| 8.  | Without you                  | Wilson, Watkins, Shernette May            | 4:06 |
| 9.  | Falling                      | Tim Fraser, Sol Connell                   | 4:21 |
| 10. | I will be there              | Barry Gibb, Robin Gibb, Maurice Gibb      | 4:37 |
| 11. | Twenty four seven            | Britten, Charlie Dore                     | 3:47 |

## Hitnoteringen
| Hitlijst (1999)              | Hoogste notering |
| ---------------------------- | ---------------- |
| België (Vlaanderen)          | 9                |
| België (Wallonië)            | 16               |
| Canada                       | 9                |
| Duitsland                    | 3                |
| Finland                      | 6                |
| Frankrijk                    | 23               |
| Noorwegen                    | 5                |
| Nederland                    | 24               |
| Oostenrijk                   | 5                |
| Verenigde Staten             | 21               |
| Idem, Top R&B/Hip-Hop Albums | 29               |
| Verenigd Koninkrijk          | 9                |
| Zweden                       | 6                |
| Zwitserland                  | 1                |